# Persiscape caucasica
Espèce
Synonymes
- Agelescape caucasica Guseinov, Marusik & Koponen, 2005

Persiscape caucasica est une espèce d'araignées aranéomorphes de la famille des Agelenidae.

## Distribution
Cette espèce se rencontre en Azerbaïdjan, en Arménie, en Géorgie, en Turquie et en Grèce.

## Description
La femelle holotype mesure 9,80 mm.

## Systématique et taxinomie
Cette espèce a été décrite sous le protonyme Agelescape caucasica par Guseinov, Marusik et Koponen en 2005. Elle est placée dans le genre Persiscape par Zamani et Marusik en 2020.

## Étymologie
Son nom d'espèce lui a été donné en référence au lieu de sa découverte, le Caucase.

## Publication originale
- Guseinov, Marusik & Koponen, 2005 : « Spiders (Arachnida: Aranei) of Azerbaijan 5. Faunistic review of the funnel-web spiders (Agelenidae) with the description of a new genus and species. » Arthropoda Selecta, vol. 14, no 2,  p. 153-177 (texte intégral).